# Kalmsjön
Kalmsjön är en sjö i Åsele kommun i Lappland och ingår i Ångermanälvens huvudavrinningsområde. Sjön har en area på 0,557 kvadratkilometer och ligger 322 meter över havet.

## Delavrinningsområde
Kalmsjön ingår i det delavrinningsområde (710445-158531) som SMHI kallar för Utloppet av Kalmsjön. Medelhöjden är 344 meter över havet och ytan är 7,61 kvadratkilometer. Det finns inga avrinningsområden uppströms utan avrinningsområdet är högsta punkten. Vattendraget som avvattnar avrinningsområdet har biflödesordning 4, vilket innebär att vattnet flödar genom totalt 4 vattendrag innan det når havet efter 200 kilometer. Avrinningsområdet består mestadels av skog (57 procent) och sankmarker (23 procent). Avrinningsområdet har 0,56 kvadratkilometer vattenytor vilket ger det en sjöprocent på 7,3 procent.